# Carrollton (Illinois)
Carrollton ist eine Kleinstadt und Verwaltungssitz des Greene County im Westen des US-amerikanischen Bundesstaates Illinois. Das U.S. Census Bureau hat bei der Volkszählung 2020 eine Einwohnerzahl von 2.485 ermittelt.

## Geografie
Carrollton liegt auf 39°17'48" nördlicher Breite und 90°24'29" westlicher Länge. Die Stadt erstreckt sich über eine Fläche von 4,3 km², die ausschließlich aus Landfläche besteht.
Carrollton liegt 17,8 km östlich des Illinois River und 32,6 km östlich des Mississippi River, der die Grenze zwischen Illinois und Missouri bildet.
Durch Carrollton führt der in Nord-Süd-Richtung verlaufende U.S. Highway 67, der im Zentrum die Illinois State Route 108 kreuzt.
Am östlichen Stadtrand verläuft eine Bahnlinie der BNSF Railway.
85,6 km südlich von Carrollton liegt die Großstadt St. Louis in Missouri, über Illinois’ 110 km entfernte Hauptstadt Springfield sind es 439 km in nordöstlicher Richtung nach Chicago, die Quad Cities befinden sich 282 km im Norden und Iowas Hauptstadt Des Moines liegt 493 km im Nordwesten.

## Demografische Daten
Bei der Volkszählung im Jahre 2000 wurde eine Einwohnerzahl von 2605 ermittelt. Diese verteilten sich auf 1077 Haushalte in 724 Familien. Die Bevölkerungsdichte lag bei 609,3/km². Es gab 1166 Wohngebäude, was einer Bebauungsdichte von 272,7/km² entsprach.
Die Bevölkerung bestand im Jahre 2000 aus 98,8 % Weißen, 0,2 % Indianern, 0,3 % Asiaten und 0,3 % anderen. 0,4 % gaben an, von mindestens zwei dieser Gruppen abzustammen. 0,5 % der Bevölkerung bestand aus Hispanics, die verschiedenen der genannten Gruppen angehörten.
23,7 % waren unter 18 Jahren, 8,2 % zwischen 18 und 24, 24,3 % von 25 bis 44, 22,1 % von 45 bis 64 und 21,7 % 65 und älter. Das durchschnittliche Alter lag bei 40 Jahren. Auf 100 Frauen kamen statistisch 88,0 Männer, bei den über 18-Jährigen 83,8.
Das durchschnittliche Einkommen pro Haushalt betrug $30.154, das durchschnittliche Familieneinkommen $37.368. Das Pro-Kopf-Einkommen belief sich auf $16.340. Rund 6,4 % der Familien und 9,0 % der Gesamtbevölkerung lagen mit ihrem Einkommen unter der Armutsgrenze.

## Bekannte Bewohner
- Karen Allen (* 1951) – Schauspielerin, geboren in Carrollton
- Major Marcus Albert Reno – Bataillonskommandeur und Teilnehmer der Schlacht am Little Bighorn, geboren in Carrollton
- Henry T. Rainey (1860–1934) – Sprecher des Repräsentantenhauses unter Präsident Franklin D. Roosevelt, geboren in Carrollton